# Koči Dzodze
Koči Dzodze (albánsky Koçi Xoxe; 1. května 1911, Negovan u Floriny, Osmanská říše - 19. června 1949, Tirana, Albánie) byl albánský komunistický politik.
Dzodze byl jeden z mála albánských meziválečných komunistů, kteří nepatřili k inteligenci. Byl aktivní v ilegální albánské meziválečné komunistické straně. Stal se vedoucím politickým pracovníkem ve městě Korča a brzy i spolupracovníkem Envera Hodži. Jako komunista byl zatčen a odsouzen k odnětí svobody; z věznice však utekl na svobodu. Během druhé světové války se Dzodze stal jedním z předních představitelů partyzánského hnutí v Albánii. Značnou podporu měl i ze strany Jugoslávie. Získal hodnost generálplukovníka.
Po skončení konfliktu byl Dzodze právě jedním z hlavních obhájců spolupráce se severním sousedem Albánie. Stal se ministrem vnitra a organizoval zátahy proti antikomunistům po celé zemi. Byl rovněž členem politbyra albánské komunistické strany. Jeho slibnou a úspěšnou politickou kariéru ukončil odklon Albánie od Jugoslávie v roce 1948. Enver Hodža ho rychle obvinil za spolupráci s Jugoslávií. V prosinci téhož roku byl zadržen a tajně odsouzen k smrti za spolupráci s Jugoslávií s řadou dalších komunistických politiků ve vykonstruovaném procesu v květnu 1949. O měsíc později byl oběšen.